# Лукс
 Тази статия е за единицата за осветеност.  За предметите на лукса вижте луксозна стока.  
Лукс (означение: lx) е единица за осветеност.
Един лукс осветеност се създава от светлинен поток един лумен, падащ върху повърхност един квадратен метър, т. е:
1 lx = 1 lm/m²
Ето едно интересно сравнение:
- 0,001lx светлина при облачно небе;
- 0,002 lx – ясно небе без луна;
- 0,01 lx – четвърт луна;
- 0,27 lx – пълнолуние в ясна нощ;
- 1 lx – пълна луна в тропическите ширини;
- 3,4 lx – полумрак под ясно небе;
- 50 lx – осветление в стая;
- 80 lx – осветление в коридор;
- 100 lx – много тъмен облачен ден;
- 320 – 500 lx – осветление в офис;
- 400 lx – изгрев или залез на слънце в ясен ден;
- 1000 lx – облачен ден;
- 10 000 – 25 000 lx – дневна светлина, на сянка;
- 32 000 – 130 000 lx – директна слънчева светлина.